# 半田健人
半田 健人（1984年6月4日—）是日本男演員以及歌手。出生於日本兵庫縣芦屋市，身高177cm，兵庫縣芦屋高等學校畢業。

## 簡介
為人熟悉是2003年，出演《假面骑士555》 飾 乾巧（狼操冥使徒）／假面騎士Faiz（聲演）初次主演。亦是「史上最年少之假面骑士出演者」（當時）。

## 電視劇
- 極道鮮師（2002年5月15日，日本電視台） 飾 神宮寺高校的生徒（第5話）
- 假面騎士555（2003年1月 - 2004年1月，朝日電視台） 飾 乾巧／狼操冥使徒／假面騎士555 （聲演）(主演)
- 新.科捜研之女（2004年1月 - 6月，朝日電視台） 飾 杉内亮
- 流星花園（2005年10月11，18日，東京廣播公司） 飾 リュウジ （第4-5話）
- 戰國自衛隊-關原之戰（日语：戦国自卫队・関ヶ原の戦い）（2005年1月31日，日本電視台） 飾 黒木昌哉
- 4姊妹偵探團（2008年3月14日，朝日電視台） 飾 宮田孝一
- 7人女律師（2008年4月10日，朝日電視台） 飾 須藤健一
- 《炎神戰隊轟音者》（2008年11月23日，朝日電視台） 飾 青年／烈鷹 （第40話））
- 《d Video特別篇 假面騎士4號》(2015) 飾 乾巧／狼操冥使徒／假面騎士555 （聲演）(主演)
- 《鴨川食堂》 第1話 ( 2016年1月，NHK BS Premium ) 飾 伊達久彥
- 《假面騎士ZI-O》 第5話、第6話（2018年9月30日 - 10月7日） 飾 乾巧（友情客串）

## 電影
- 假面騎士555 消失的天堂（2003年） 飾  乾巧／狼操冥使徒／假面騎士555（聲演）(主演)
- 東京鐵塔（2005年）飾 橋本（友情客串）
- 山路飄移／山路飄移3鷹、山路飄移／山路飄移4隼（2007年）飾 中島鷹夫
- 炎神戰隊轟音者 BUNBUN!BANBAN!劇場BANG（2008年）飾 烈鷹
- 平成騎士對昭和騎士 假面騎士大戰feat.超級戰隊（2014年）飾 乾巧／假面騎士555
- 超級英雄大戰GP 假面騎士3號(2015年) 飾 飾 乾巧／假面騎士555

## 外部連結
- （日語） 半田健人官方網站

| 前任： 須賀貴匡 （假面騎士龍騎） | 日本假面騎士系列主騎士演員 假面騎士555 2003年1月26日-2004年1月18日 | 繼任： 椿隆之 （假面騎士劍） |